# Yamagata Masakage
Yamagata Masakage (山県 昌景, né en 1524 et mort le 27 juin 1575) est l'un des 24 généraux de Shingen Takeda. Samouraï de l'époque Sengoku au service du clan Takeda, il est le frère cadet de Toramasa Obu et renommé pour être un excellent combattant.

## Biographie

### Origines
Masakage naquit au sein du clan Iitomi, d'abord connu sous le nom de Iitomi Genshirō puis sous celui de Obu Saburo (à son adoption par le clan Obu) et enfin sous celui de Yamagata Masakage lorsqu'il reçut son fief dans la province de Shinano.

### Ses premiers combats (1554-1565)
Masakage était un proche ami de Shingen Takeda et participa à ses côtés à de nombreuses campagnes militaires.
En 1554, il prend part à une campagne militaire dans le sud de la province de Shinano et se distingue lors de la prise du château de Kannomine défendu par Chiku Yorimoto. Ce dernier et ses généraux se rendirent et devinrent vassaux du clan Takeda, d'autres sources rapportent qu'ils furent décapités ou encore qu'ils s'étaient déjà ralliés à Shingen depuis 1552.
Il sera ensuite présent lors de la 3e bataille de Kawanakajima en 1557, lors de laquelle il s'enfoncera profondément dans le territoire des Uesugi capturant ainsi le château d'Otari qui sécurisait jusque-là la route d'Itogaiwa. Ceci a considérablement affaibli la position stratégique des Uesugi et accéléra leur retraite. C'est vraisemblablement à cette occasion, à la tête de l'avant-garde de l'armée du clan Takeda, qu'il affrontera Ichikawa Fujiyoshi, commandant de l'arrière-garde du camp adverse. D'après certaines sources assez fiables, ses troupes attaquèrent alors que les forces des Uesugi prenaient leur déjeuner, les chassant de leurs positions et incendiant ces dernières. Cependant ceux-ci contre-attaquèrent et se battirent avec honneur.
Lors de la 4e bataille de Kawanakajima en 1561, Yamagata Masakage était encore une fois le commandant de l'avant-garde de Shingen Takeda où il tint à nouveau un rôle primordial dans la victoire de son camp. D'après Koyo Gunkan : « Le hatamoto Obu Saburo (ancien nom de Yamagata Masakage) et ses hommes repoussèrent les troupes ennemies sous les ordres de Kakizaki Kageie et les poursuivirent sur 100 m. »
Yamagata Masakage et ses hommes portaient des armures rouges au combat, ce qui leur valut le surnom d'« unité rouge » ou « unité de feu » (tout comme pour son frère Toramasa Obu et ses guerriers). Ii Naomasa du clan Tokugawa s'en inspira pour créer ses unités de « démons rouges ».

### Le chef de «l'unité rouge» (1565-1575)
À la suite du suicide de son frère Obu Toramasa, Masakage reprit à son compte l'idée de « l'unité rouge » de son frère et équipa sa cavalerie d'armures rouges brillantes. Son unité chargeait traditionnellement en premier, apportant la confusion et la peur chez l'ennemi du fait de l'excellente réputation de ses guerriers.
Il fut ensuite un des protagonistes de la bataille de Mimasetoge en 1569 qui se solda sur une défaite des Takeda, tombés dans une embuscade tendue par les troupes du clan Hōjō. Cette année-là il défendit aussi avec succès le château d'Ejiri.
Il participa à la campagne de Mikatagahara de 1572 à 1573 et fut présent à la bataille de Mikatagahara qui s'ensuivit en 1573, pendant laquelle il commandait 5 000 hommes. Il se distingua en capturant le château de Yoshida, lequel était une possession du clan Tokugawa et ainsi isola Tokugawa Ieyasu à Hamamatsu et privant l'armée ennemie de renfort. Nobuharu Baba et Masakage furent les deux premiers commandant de l'armée Takeda à arriver devant le château, ils firent preuve de prudence en retardant l'assaut bien que ce fut un acte de désobéissance. C'est devant ce château, en 1573, que Masakage affronta avec seulement quatre de ses samouraïs les gardes du corps d'un hatamoto de Tokugawa Ieyasu en combat singulier, ceci ne donna lieu à aucune bataille mais contribua au prestige de Masakage et de ses vétérans.
Après la mort de Shingen Takeda et l'avènement de son fils Katsuyori Takeda à la tête du clan, Masakage conserva une place privilégiée en termes d'estime et d'influence. Cela ne suffit pourtant pas à convaincre Katsuyori de changer de stratégie à la bataille de Nagashino, ce que Masakage et d'autres généraux tels que Nobuharu Baba souhaitaient.
Il mourut à la bataille de Nagashino en 1575 ; il était alors  commandant de l'avant-garde de l'aile gauche de l'armée Takeda et tomba lors d'une charge à cheval contre les lignes Oda/Tokugawa dirigées par Honda Tadakatsu et ses hommes. Il fut touché par une volée de balles, désarçonné puis décapité par un samouraï. Il menait encore une fois  son « unité rouge » dont aucun homme ne survécut à la bataille.
Son armure est exposée au musée Tenzan dans la ville de Hachiōji.

### Quelques rumeurs
Certaines rumeurs rapportent que Yamagata Masakage serait celui qui révéla le complot de Takeda Yoshinobu et de Toramasa Obu (son frère ainé) contre Takeda Shingen en 1565, entrainant ainsi le suicide des deux hommes.
Selon une autre rumeur, Tokugawa Ieyasu aurait déclaré quelques années après la fin du conflit que Yamagata Masakage serait le général du clan Takeda qu'il aurait le plus craint d'affronter sur champ de bataille.
D'après une autre légende, Masakage fut appelé par Shingen Takeda sur son lit de mort en 1573 afin que ce soit lui qui plante la bannière des Takeda au pont Seta, la porte orientale traditionnelle de Kyoto, si le clan venait à vaincre.